# Rey Mysterio
Rey Mysterio, właśc. Oscar Gonzalez Gutierrez Rubio (ur. 11 grudnia 1974 w San Diego) – meksykański zawodowy zapaśnik. Występuje w federacji World Wrestling Entertainment. Jego wujek Rey Misterio Sr. też był zapaśnikiem, a obecnie pełni rolę trenera swojego siostrzeńca.

## Kariera

### Początki
Mysterio swój debiut we wrestlingu zaliczył 30 kwietnia 1989 roku w wieku zaledwie 14 lat. Jego ringowe pseudonimy (których używał wtedy przed Rey Mysterio Jr.) to: La Lagartija Verde i Colibrí. W 1991 i 2001 roku zdobył nagrodę „Most Improved Wrestler”.

### Asistencia Asesoría y Administración (1992-1995)
Jego pierwszą zawodową federacją była AAA, w której spędził 4 lata zdobywając 2 tytuły mistrzowskie. Podczas pobytu w federacji miał feud z Juventudem Guerrerą, przeciwko któremu walczył w wielu tag teamach.

### Extreme Championship Wrestling (1995-1996)
W roku 1995 postanowił przenieść swoją karierę do USA, gdzie dołączył do federacji ECW, gdzie zadebiutował we wrześniu 1995 roku na Gangsta’s Paradise, gdzie wygrał z Psicosisem, który również debiutował w federacji. Podczas dwuletniego pobytu w federacji miał 2 feudy z Juventudem Guerrerą i Psicosisem.

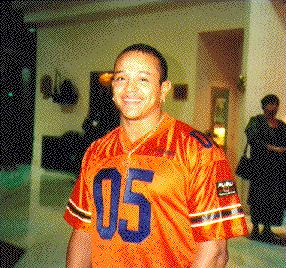
Mysterio bez maski w 1999

### World Championship Wrestling (1996-2001)
Następnie występował w federacji WCW, gdzie zadebiutował 16 czerwca 1996 roku na The Great American Bash, gdzie walczył z Deanem Malenko. W latach 1999–2001 Mysterio w WCW walczył bez maski jako Giant Killer.

### Powrót do Meksyku i scena niezależna (2001-2002)
Po zamknięciu WCW Mysterio walczył w federacjach HWA, WWA, OVW, WAR i XWF.

### World Wrestling Entertainment (od 2002)

#### Debiut i Cruiserweight Champion (2002–2004)
W czerwcu 2002 roku Mysterio podpisał kontrakt z WWE. Z jego ringowego pseudonimu usunięto „Jr.” i zapowiadano go po prostu jako Rey Mysterio. Za namową Vince’a McMahona Mysterio ponownie założył maskę, co rozzłościło kibiców lucha libre w Meksyku, gdyż Mysterio naruszył tradycję. WWE ocenzurowało występy Mysterio bez maski w WCW, aby postać Reya nabrała tajemniczości. Jednakże podczas retransmitowania walk WCW w 2013 roku z udziałem Mysterio pozostały nienaruszone.

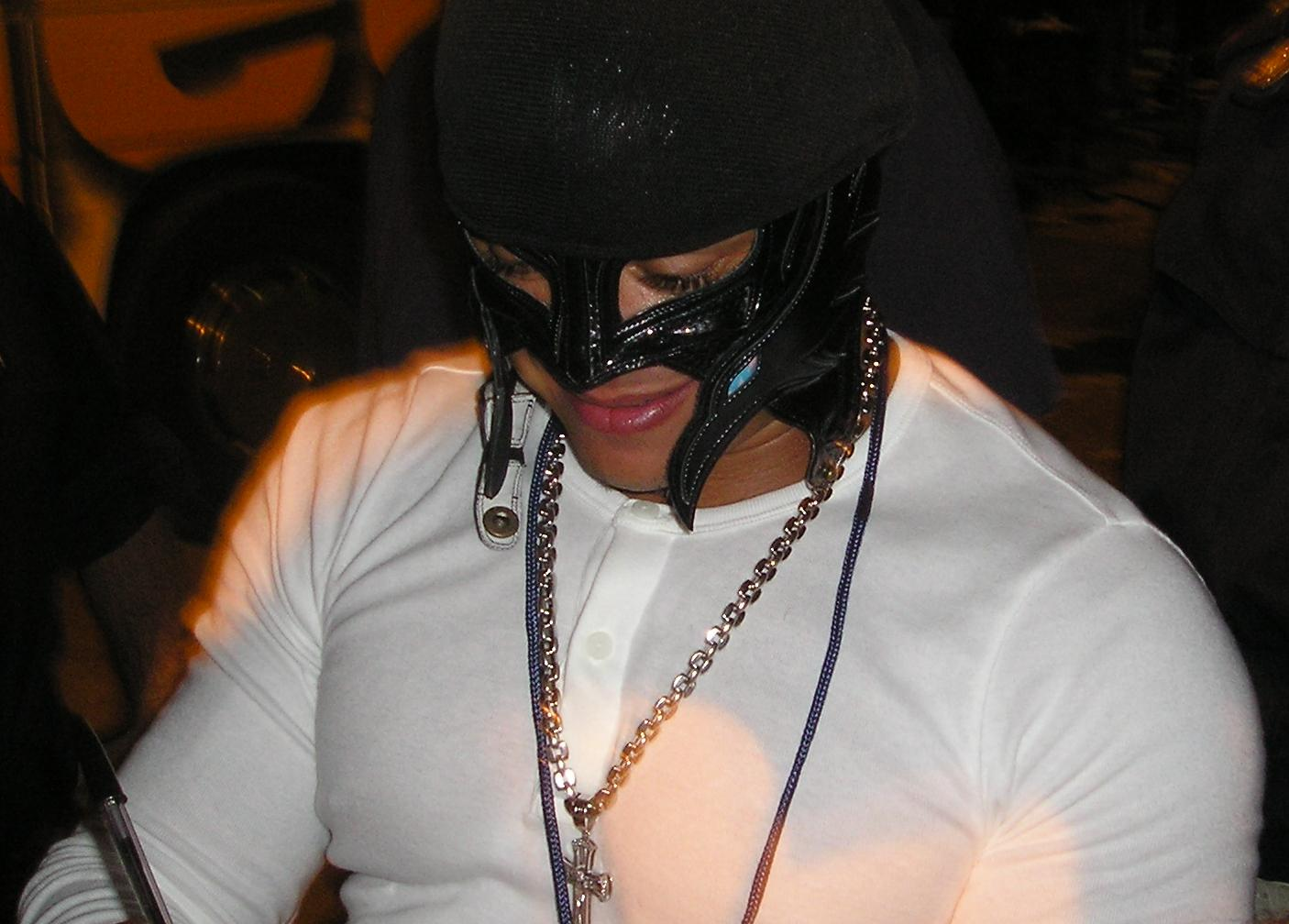
Mysterio rozdaje autografy w 2004

Mysterio zadebiutował w WWE 25 lipca 2002 roku na SmackDown! walką z Chavo Guerreo, która zakończyła się zwycięstwem Mysterio. Pierwszy feud Mysterio w WWE to spór z Kurtem Angle’em, który zakończył się na SummerSlam zwycięstwem Angle'a. Następnie Mysterio zawiązał tag team z Edge. Team Mysterio-Edge miał aspiracje na zdobycie nowo utworzonego pasa WWE Tag Team Championship, ale w finale przegrali z Kurtem Angle i Chrisem Benoit na No Way Out. Walka ta została ogłoszona przez Wrestling Observer Newsletter za najlepszą walkę roku. 24 października 2002 Mysterio i Edge wygrali z Los Guerreros na SmackDown i zostali pretendentami do pasa Tag Team. 7 listopada Mysterio zdobył swój pierwszy tytuł w WWE, pas mistrza świata tag teamów, który zdobył z Edge’em. Stało się to two out of three falls matchu z Angle i Benoit. Na Survivor Series team Mysterio stracił pas w Triple Threat Elimination matchu na rzecz Los Guerreros. W tym matchu uczestniczyli także Angle i Benoit. Po porażce Mysterio i Edge zdecydowali o rozwiązaniu tag teamu.
6 marca 2003 Mysterio pokonał Tajiri i Jamie Noble w walce o starcie o pas wagi lekkiej. Na Wrestlemanii XIX Rey przegrał walkę o WWE Cruiserweight Championship z Mattem Hardym po interwencji Shannon Moore. 22 maja Mysterio wygrał z Shannonem Moore’em i Crash Holly w handicap elimination matchu i ponownie został pretendentem do pasa Cruiseweight. Tego samego dnia Rey wygrał z Hardym i zdobył pas mistrza wagi lekkiej. Panowanie Mysterio skończyło się 25 września, gdy Mysterio przegrał z Tajiri. 1 stycznia 2004 roku Mysterio pokonał Tajiri i ponownie zdobył pas wagi lekkiej. Po udanej obronie pasa przed Jamie Noble na Royal Rumble, Mysterio stracił pas na rzecz Chavo Guerrero na No Way Out. Na Wrestlemanii XX Mysterio wziął udział w turnieju o tytuł, ale Chavo zachował pas Cruiseweight. 17 czerwca na SmackDown! Mysterio pokonał Chavo Guerrero i po raz ósmy zdobył pas mistrza wagi lekkiej. Ten tytuł Rey obronił na The Great American Bash po walce z Chavo. 29 lipca Mysterio stracił pas na rzecz Spike’a Dudleya, który przeszedł heel turn. Na Survivor Series Mysterio był jednym z uczestników czteroosobowego matchu o pas Cruiseweight, ale przegrał po spinnowaniu Guerrero przez Dudleya.

#### Tag Team Champion i storyline z Eddie Guerrero (2004–2005)

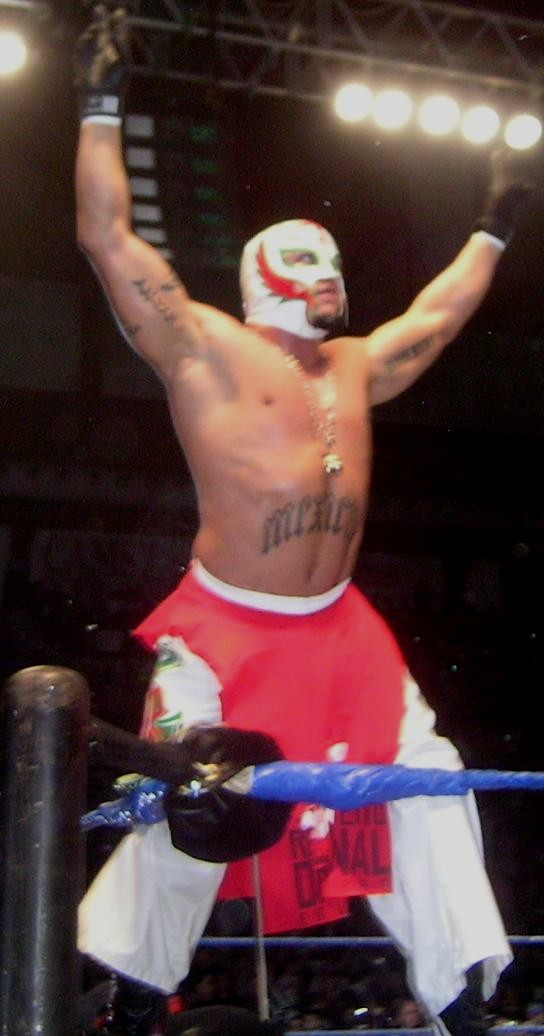
Mysterio na WWE house show w 2005

Po nieudanej próbie odzyskania pasa Cruiseweight Mysterio stworzył tag team z Robem Van Damem i zdobył pas Tag Team Championship po zwycięstwie 9 grudnia 2004 z Kenzo Suzuki i René Dupreé na SmackDown!. 13 stycznia 2005 roku Mysterio i Van Dam bez powodzenia bronili tytułu na Armageddon i przegrali z Basham Brothers po kontuzji Van Dama.
Z powodu kontuzji Roba Van Dama Mysterio zawiązał tag team z Eddie Guerrero i odzyskał pas tag team od Basham Brothers na No Way Out 2005. Przed matchem Mysterio miał na głowie kamerę nazwaną „619 cam”, która zarejestrowała jego wejście i kibiców. Zamiast walki na Wrestlemanii 21 o obronę pasu Rey zaliczył walkę na Raw przeciwko swojemu partnerowi Eddie Guerrerą i walkę tę wygrał Mysterio. 2 miesiące później Mysterio wygrał walkę z Psicosis na ECW One Night Stand.
Walka z Guerrero na Wrestlemanii 21 była częścią fabuły między nimi. Guerrero zaatakował Mysterio po ich walce o pas Tag Team z Joey Mercury i Johnny Nitro. Następnie Eddie po no disqualification matchu z Chavo wyszedł i walczył z Mysterio na stalowych schodach. W Eddie rosła frustracja z powodu tego, że nie mógł pokonać Reya. Eddie Guerrero groził, że wyjawi sekret Mysterio na temat jego prawdziwego syna- Dominicka. W fabule Eddie wyjawił, że jest biologicznym ojcem Dominicka. W fabule Guerrero wiedział, że Mysterio ma problem z założeniem rodziny i spłodził Dominicka z żoną Mysterio Angie. W następnych tygodniach Guerrero groził, że złoży dokumenty i wynajmie adwokata, aby udowodnić jego ojcostwo nad Dominickiem i odebrać dziecko dla Mysterio. Na SummerSlam 2005 Mysterio pokonał Eddiego Guerrero w ladder matchu, którego stawką była władza rodzicielska nad Dominickiem. Mysterio zakończył fud z Guerrero po zwycięstwie Eddiego w steel cage matchu. 13 listopada 2005 roku Eddie Guerrero został znaleziony martwy w swoim domu w Minneapolis. W tym samym dniu na WWE Super Show z udziałem zarówno SmackDown! jak i Raw, Mysterio wygłosił emocjonalne przemówienie o Eddiem. W geście szacunku Rey zdjął maskę (choć zwiesił głowę w dół i nikt nie mógł zobaczyć jego twarzy). Następnie Mysterio pokonał Shawna Michaelsa, a po walce Michaels i Mysterio przytulili się w ringu, a Mysterio wskazał w niebo, apelując o pamięć o Eddiem.

#### World Heavyweight Champion (2005-2008)

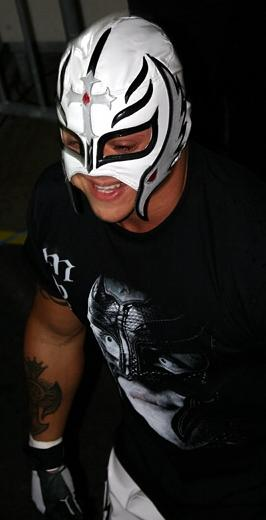
Mysterio na No Way Out w lutym 2006

Mysterio wziął udział w walce na Survivor Series pomiędzy SmackDown! (Mysterio Randy Orton, Bobby Lashley, Batista i John „Bradshaw” Layfield) i Raw (Shawn Michaels, Kane, The Big Show, Carlito i Chris Masters). Walkę tę wygrali SmackDown!. Po Survivor Series Mysterio zmierzył się z ponad dwa razy cięższym Big Showem. Walka ta została zakwalifikowana jako no contest po interwencji Kane’a. Mysterio kontynuował feud z Showem i Kane’em, którzy byli wówczas mistrzami tag team i znalazł tag partnera w Batiscie. Batista i Mysterio zarezerwowali sobie walkę z nimi na Armageddon. Przed tą galą 19 grudnia razem pokonali MNM i wygrali pas Tag Team Championship. Tym samym ich walka była starciem mistrzów dwóch innych pasów tag team. Na Armageddon team Mysterio przegrał po spinowaniu Mysterio po Chokeslam od Kane’a. 30 grudnia 2005 Mysterio i Batista stracili swój pas na rzecz MNM, którzy wygrali po interwencji Marka Henry’ego. Razem przegrali również Steel Cage match o tytuł z MNM po kolejnej interwencji Henry’ego. 10 stycznia 2006 został zorganizowany dwudziestoosobowy battle royal o wakujący pas World Heavyweight Championship (WWE) w którym wziął udział Mysterio, ale został wyeliminowany przez Henry’ego.

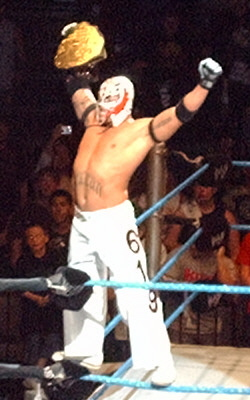
Mysterio z pasem Mistrza Wagi Ciężkiej- 2006

29 stycznia 2006 roku wygrał Royal Rumble przebywają w ringu rekordowe 62 minuty i 12 sekund, dzięki czemu zdobył walkę na Wrestlemanii 22 o pas World Heavyweight Championship. Do ringu wszedł z numerem #2 i wygrał po wyeliminowaniu Randy’ego Ortona. Orton zmusił Mysterio o walki o walkę na Wrestlemanii o pas na No Way Out. W tygodniach poprzedzających No Way Out Orton negatywnie wypowiadał się o Eddiem Guerrero, co przez wielu fanów zostało uznane za bezzasadne i niesmaczne w obliczu śmierci Guerrero w listopadzie 2005. Na No Way Out Orton wygrał z Mysterio uprawnienie do walki o pas na WM, ale menedżer generalny Theodore Long po walce zwrócił Mysterio to prawo, tym samym zapowiadając walkę na Wrestlemanii 22 o pas wagi ciężkiej między Mysterio, Ortonem i Kurtem Angle’em, którą wygrał Mysterio zdobywając tym samym po raz pierwszy pas World Heavyweight Championship. Pas ten obronił 7 kwietnia w walce przeciwko Ortonowi i 3 tygodnie później przeciwko Angle'owi.
Następnie Mysterio rozpoczął feud z United States Championem JBL. Ich konflikt rozpoczął się po tym jak JBL ciesząc się z tytułu powiedział, że zasługuje na pas World Heavyweight, który obecnie posiadał Mysterio. 3 tygodnie przed walką z JBL na Judgment Day Rey pokonał The Great Khaliego i Marka Henry’ego. Walka z Kane’em zakończyła się jako no contest. Mysterio zachował swój pas zwyciężając z JBL. Feud nasilił się po tym, jak pięć dni po gali, pas US zdobył Bobby Lashley w meczu z JBL po interwencji Mysterio. JBL powiedział, że jak nie wygra rewanżu z Mysterio to opuści SmackDown!. W rewanżu Mysterio ponownie pokonał JBL zachowując swój pas i zmuszając tym samym rywala do opuszczenia SmackDown!. JBL po tym został komentatorem WWE. W następnym tygodniach Mysterio pokonał Gregory’ego Helmsa i przegrał z Robem Van Damem w niemistrzowskich walkach. Na One Night Stand Mysterio ponownie obronił swój pas w walce z Sabu. Następnie Mysterio zachował swój pas w walce z Markiem Henrym po dyskwalifikacji Henry’ego po tym jak Chavo Guerrero podał Markowi krzesło, a Mysterio udał, że został nim uderzony.
Następnie Rey zawiązał feud z Kingiem Bookerem po tym jak ten wygrał Battle Royal i został pretendentem do pasu World Heavyweight, który wówczas miał Mysterio. Booker wraz z żoną Queen Sharmell po battle royal zaatakował Mysterio za kulisami. Na następnym SmackDown! Mysterio w zemście zaatakował Bookera i jego team. Ich feud trwał kilka tygodni, a podczas jego trwania Mysterio pokonał Williama Regala, osobę ze świty Bookera. 21 lipca na The Great American Bash 2006 Mysterio stracił swój pas mistrza wagi ciężkiej po walce z Kingiem Bookerem po interwencji Chavo Guerrero i uderzenia Mysterio krzesłem. W następnym tygodniu powstał feud między Mysterio i Chavo Guerrero, co doprowadziło do ich walki na SummerSlam, którą wygrał Chavo po interwencji Vickie Guerrero. Następnie Mysterio pokonał Chavo w Falls Count Anywhere matchu na No Mercy. W następnej walce Mysterio z Chavo, Rey ofniósł kontuzję kolana i przeszedł jego operację.
Mysterio powrócił na ring na SummerSlam 2007 pokonując Chavo Guerrero. Po walce Guerrero wpadł w szał i chciał ponownie zranić Mysterio. 31 sierpnia na SmackDown! Mysterio stał się pretendentem do pasa wagi ciężkiej po pokonaniu Batisty i Finlaya. 7 września Mysterio wygrał „I Quit” match z Chavo Guerrero. Następnie Mysterio rozpoczął feud z The Great Khalim, który wówczas posiadał pas World Heavyweight Championship, co doprowadziło do ich walki na Unforgiven. Przed tym starciem Mysterio przegrał jeszcze walkę z Batistą.
Mysterio wstąpił w feud z Finlayem. Na No Mercy ich walka zakończyła się wynikiem nierozstrzygniętym. Następnie pokonał go w Stretcher matchu na Cyber Sunday. Następnie Mysterio wystąpił jeszcze na Survivor Series w teamie SmackDown!. Mysterio ponownie miał szanse zdobyć pas wagi ciężkiej po zwycięstwie w Beat the Clock challenge. Dzięki temu dostał szansę walki na Royal Rumble z World Heavyweight Champion'em Edge’em, którą przegrał. Oficjalna strona WWE 14 lutego podała, że Mysterio doznał kontuzji bicepsa podczas zagranicznego tournée. Pomimo kontuzji Mysterio na No Way Out ponownie walczył o pas Heavyweight z Edge’em, ale tę walkę również przegrał. 22 lutego 2008 roku Mysterio ogłosił, że uraz nie pozwoli mu walczyć przez następne 6 miesięcy i został poddany 3 operacjom w ciągu miesiąca.

#### Mistrzostwa i różne feudy (2008-2011)

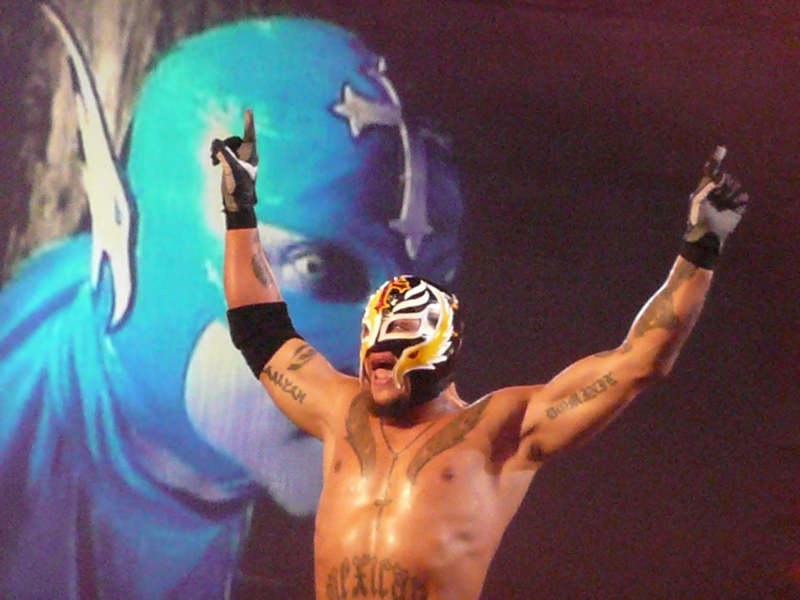
Mysterio pozuje w listopadzie 2008

Meksykanin powrócił po kontuzji 23 czerwca 2008 roku na Raw, jako pierwszy wrestler, który przeszedł ze SmackDown do Raw na WWE Draft. Mysterio zaliczył swój debiut w Raw w walce z Santino Marellą, którą wygrał poprzez pinfall po 619. Generalny menedżer Mike Adamle ogłosił, że John Cena jest kontuzjowany i Mysterio zastąpi go na Unforgiven. W następnym tygodniu Mysterio zaatakował Kane’a. Tym samym Mysterio rozpoczął feud z Kane’em, który trwał, aż do listopada. Na No Mercy Mysterio pokonał Kane’a poprzez dyskwalifikację po tym jak ten zaatakował go krzesłem. Na Cyber Sunday Rey ponownie pokonał Kane’a na No Holds Barred matchu. Drużyna Mysterio wygrała z drużyną Kane’a na Survivor Series na five-on-five elimination matchu.

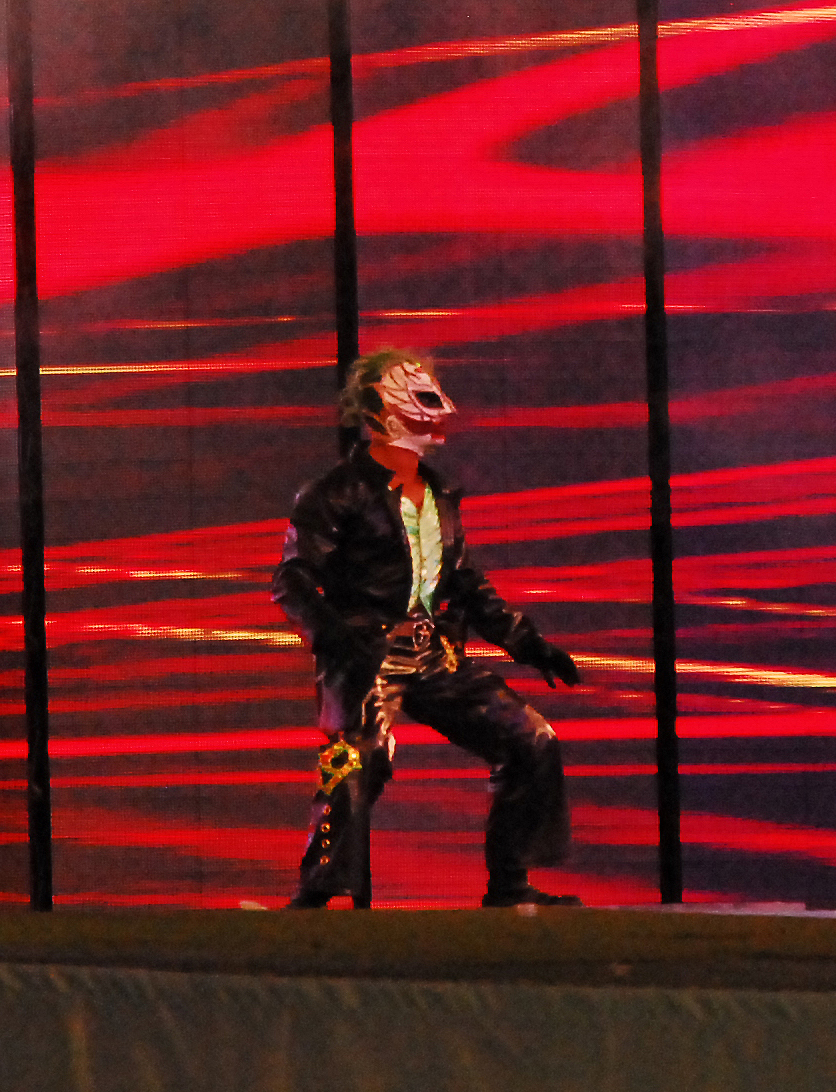
Mysterio na Wrestlemanii XXV przed walką z JBL

Mysterio wziął udział w Royal Rumble 2009, do którego wszedł pierwszy, ale po spędzeniu 49 minut i 24 sekund został wyeliminowany przez The Big Showa. Następnej nocy Mysterio zakwalifikował się na Raw do Elimination Chamber Matchu na No Way Out o pas wagi ciężkiej, ale został wyeliminowany przez Edge’a. Następnie Mysterio podjął wyzwanie JBL i wygrał pas Intercontinental Championship na Wrestlemanii XXV po walce, która trwała tylko 21 sekund. Po zdobyciu tego pasa Mysterio otrzymał 21. Triple Crown Champion w WWE (trofeum dla zawodnika, który wygra w danej federacji pas 1 wagi, pas tag team i pas 2 wagi).
Mysterio przeszedł do rosteru SmackDown podczas WWE Draft 2009, jednocześnie przenosząc z sobą pas Intercontinental do tego rosteru. Następnie Rey rozpoczął feud z Chrisem Jericho, broniąc tytułu Intercontinental na Judgment Day. Na Extreme Rules Jericho udało się przejąć pas Reya po tym jak wykorzystał to, że Rey zakrył twarz po zdemaskowaniu jego przez Jericho. Następnie doszło do walki na The Bash z Chrisem Jericho o Pas Intercontinental, którą Mysterio wygrał. W trakcie walki Jericho ściągnął dla Reya maskę, ale gdy to zrobił okazało się, że pod pierwszą maską Mysterio ma drugą. Następnie Mysterio rozpoczął feud z Dolphem Zigglerem, którego Rey pokonał na Night of Champions i SummerSlam. 2 sierpnia 2009 roku Mysterio został zawieszony na 30 dni za naruszenie polityki Talent Wellness Program. W wywiadzie dla meksykańskiej gazety Mysterio przyznał, że został zawieszony za leki, które używał dla polepszenia zdrowia kolan i łokci. Mysterio oświadczył, że miał receptę na lek, ale nie był w stanie ich przedstawić na czas z powodu wakacji i touru promocyjnego WWE. 4 września Mysterio stracił pas Intercontinental Championship na rzecz Johna Morrisona.
Mysterio powrócił z zawieszania na Hell in a Cell w tag teamie z Batistą przeciwko Jeri-Show (Chris Jericho i The Big Show) o pas zunifikowany WWE Tag Team Championship, ale przegrał tę walkę. Na Bragging Rights Mysterio bez powodzenia walczył o pas World Heavyweight Championship w Fatal Four-Way matchu. W walce uczestniczyli Batista, The Undertaker i CM Punk. Match ten wygrał Batista dzięki pomocy Mysterio. Po walce Batista zaatakował Mysterio przechodząc heel turn. Następnie Mysterio przegrał z Batistą na Survivor Series po tym jak Batista wykonał na nim 3 razy Batista Bomb. 11 grudnia 2009 roku Mysterio ponownie został pokonany na SmackDown w street fight przez Batistę. Kilka tygodni później Mysterio pokonał Batistę i został ogłoszony pretendentem do pasa Wagi Ciężkiej, ale jego mecz o tytuł z Undertakerem został zakończony z wynikiem no contest po interwencji Batisty. 1 stycznia 2010 roku Mysterio wziął udział w Beat the Clock Tournament o World Heavyweight Championship na Royal Rumble. Mysterio podczas turnieju pokonał Chrisa Jericho, Undertakera i Batistę, ale nie udało mu się zdobyć tytułu.

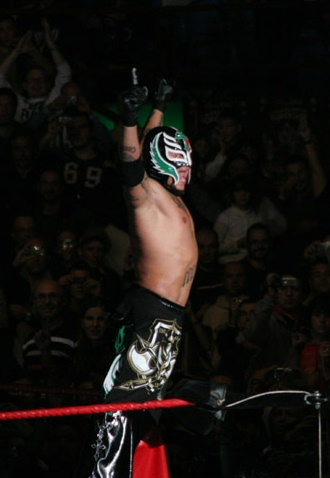
Mysterio w 2008

Po Royal Rumble 2010 Mysterio zakwalifikował się do Elimination Chamber matchu o pas Wagi Ciężkiej. Kilka tygodni przed tą imprezą Mysterio rozpoczął feud z CM Punkiem, w którym po stronie Punka wystąpiło Straight Edge Society. Na Elimination Chamber Mysterio został zaatakowany przez CM Punka i wyeliminowany przez Johna Morrisona. Następnie Mysterio kontynuował feud z Punkiem, sprzedając mu match na Money in the Bank i pokonując członka SES Luke’a Gallowsa. Podczas występu rodziny Mysterio na ringu z powodu dziewiątych urodzin córki Reya CM Punk przerwał tę uroczystość i szydząc z Mysterio zaproponował mu walkę na Wrestlemanii XXVI, co Meksykanin zaakceptował. Punk następnie dodał, że jak Mysterio przegra to musi wstąpić do Straight Edge Society, ale na Wrestlemanii pokonał Punka przez pinfall. 5 dni później na SmackDown Punk wciągnął Mysterio do matchu na Extreme Rules z zastrzeżeniem, że jak Mysterio wygra to będzie mógł ogolić włosy Punka. 23 maja 2010 roku wygrał walkę z CM Punkiem, której stawką były włosy Punka.
28 maja 2010 roku Mysterio przegrał walkę kwalifikacyjną z Undertakerem do Fatal 4-way o pas Wagi Ciężkiej. Undertaker w walce odniósł kontuzję, a w fabule uzasadniono jego absencję w telewizji tym, że Kane znalazł go w stanie wegetatywnym. 4 czerwca Mysterio wygrał Battle Royal o zwolnione przez Undertakera miejsce na Fatal 4-way, eliminując między innymi Kane’a. Na Fatal 4-way Mysterio po raz drugi zdobył pas Heavyweight Championship pokonując Jacka Swaggera. Na Money in the bank Mysterio obronił tytuł, jednakże Jack Swagger zaatakował go po matchu. Rey stracił swój pas po tym jak Kane wykorzystał swoją walizkę Money in the bank. Po walce Kane obwiniał Mysterio o fikcyjną kontuzję Undertakera. 20 lipca na SmackDown Mysterio pokonał Swaggera w two out of three falls matchu o miano pretendenta do pasa Wagi Ciężkiej. Na SummerSlam 2010 Rey przegrał w walce z Kane’em o pas World Heavyweight Championship. Na SummerSlam powrócił Undertaker oczyszczając jednocześnie Mysterio z zarzutów.
20 sierpnia 2010 roku Mysterio przegrał na SmackDown z debiutującym w WWE Alberto Del Rio przez poddanie. W następnym tygodniu Alberto Del Rio rozpoczął feud z Mysterio atakując go podczas jego walki z Kane’em. 8 października Mysterio pokonał Del Rio czym zakończył jego passę zwycięstw. Na Bragging Rights Mysterio reprezentował drużynę SmackDown i, mimo ataku jego kolegi z drużyny SmackDown, Del Rio, razem z Edge’em udało mu się pokonać resztę drużyny Raw, dając zwycięstwo drużynie SmackDown. Na Survivor Series Mysterio liderował drużynie, która wygrała z drużyną Del Rio. Na Tables, Ladders & Chairs Mysterio przegrał walkę o pas World Heavyweight Championship w fatal four-way matchu, który wygrał Edge. Feud Mysterio z Del Rio zakończył się 7 stycznia 2011 roku, gdy Del Rio wygrał w two out of three falls matchu poprzez countout.
21 stycznia 2011 roku na SmackDown! Mysterio pokonał Cody’ego Rhodesa. Podczas meczu Rey złamał nos Rhodesa poprzez 619, co doprowadziło do feudu między nimi. Mysterio wziął udział w Royal Rumble Matchu, ale został wyeliminowany przez Wade’a Barreta. 5 dni później Mysterio zakwalifikował się do Eliminated Chamber o pas wagi ciężkiej po pokonaniu Jacka Swaggera. Na gali zakwalifikował się do finałowej dwójki, ale został pokonany przez Edge’a. 25 lutego Mysterio został zaatakowany przez Cody’ego Rhodesa i jego ojca Dustina, w wyniku czego Rey został zdemaskowany. Na Wrestlemanii XXVII Mysterio został pokonany przez Rhodesa. Feud z Rhodesem został jednak zakończony zwycięstwem Mysterio, który na jednym z odcinków SmackDown na Extreme Rules w Falls Count Anywhere Matchu.

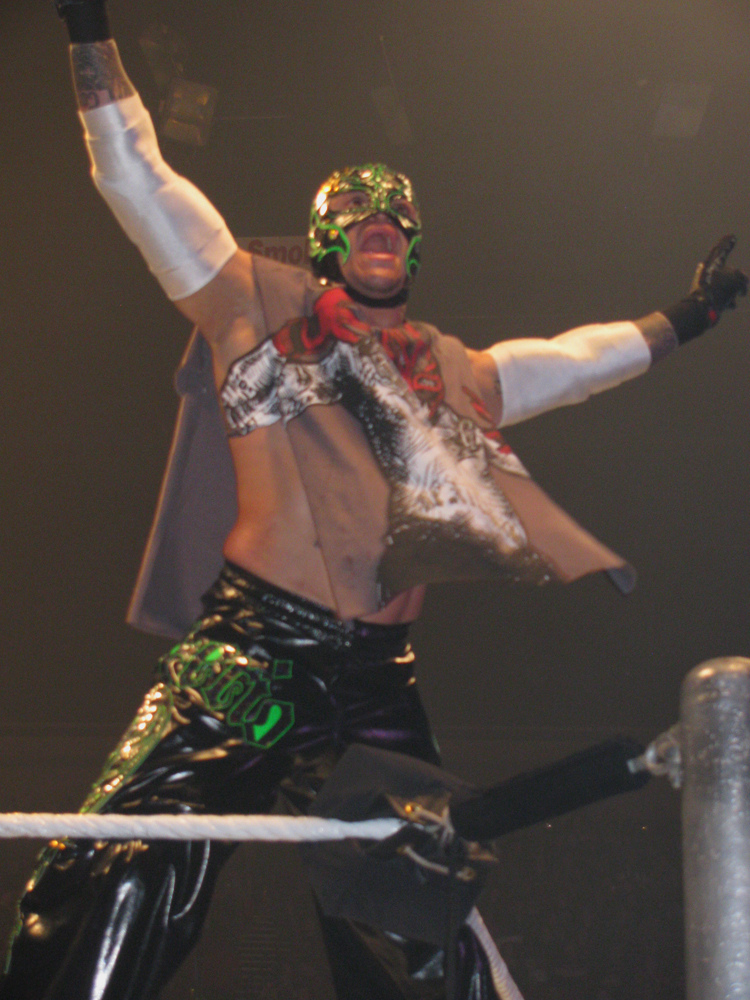
Mysterio w 2011

Na WWE Draft 2011 Mysterio przeszedł do rosteru Raw. 9 maja przegrał 3-osobowy mecz o miano pretendenta do pasu WWE Championship. Po walce Mysterio został zaatakowany przez R-Truth, co doprowadziło do walki między nimi na Over the Limit, która zakończyła się porażką Reya. W maju Mysterio rozpoczął nowy feud z CM Punkiem. Z nim walczył na kilku kolejnych odcinkach Raw. Feud zakończył się 19 czerwca 2011 roku na WWE Capitol Punishment zwycięstwem CM Punka. 17 lipca Mysterio wystąpił w walce o walizkę Money in the bank, ale tę walkę wygrał Alberto Del Rio.
18 lipca Mysterio wziął udział w turnieju o wakujący pas WWE Champiuonship i dotarł do finału. 25 lipca 2011 po raz pierwszy zdobył pas WWE Championship pokonując w finale The Miza na RAW – tytuł utracił tego samego dnia na rzecz Johna Ceny. Pas mistrzowski posiadał przez 1 godzinę i 46 minut. 15 sierpnia 2011 Mysterio dostał ponownie szansę na pas WWE Championship, ale przegrał z Alberto Del Rio. W tej walce Mysterio odniósł kontuzję kolana. Mysterio powrócił do WWE na wręczenie nagród Slammy Awards, kiedy to zaprezentował zwycięzcę kategorii Superstar of the Year Award, CM Punka. 26 kwietnia 2012 roku Mysterio został zawieszony na 60 dni za drugie naruszenie polityki Talent Wellness Program.

#### Kontuzje i różne tag teamy (od 2012)
Mysterio na ring wrócił 16 lipca 2012 roku, kiedy obronił Zacka Rydera przed Alberto Del Rio. 4 dni później Rey razem z Sheamusem wygrał tag team match przeciwko Alberto Del Rio i Dolphem Zigglerem poprzez dyskwalifikację. 19 sierpnia Mysterio przegrał na SummerSlam walkę z The Mizem o pas Intercontinental. W tej walce odniósł kontuzję, wstrząsu mózgu po Scull Crushing Finale, lecz na ring wrócił już 31 sierpnia. 16 września, na Night of Champions Mysterio ponownie przegrał walkę o Pas Intercontinental, który zdobył The Miz, a w walce oprócz nich uczestniczyli też Cody Rhodes i Sin Cara.
Następnej nocy Mysterio stworzył tag team z Sin Carą. W swojej pierwszej wspólnej walce pokonali Primo i Epico, ale po walce zostali zaatakowani przez Prime Time Players (Darren Young i Titus O’Neil). We wrześniu Mysterio i Sin Cara starali się o miano pretendenta do walki o pas tag team. Po pokonaniu rywali w dwóch pierwszych rundach mieli zaplanowaną walkę z Cody Rhodesem i Damienem Sandowem na 15 października, ale walka została przełożona z powodu grypy żołądkowej Mysterio. Walka odbyła się 22 października, którą team Mysterio przegrał. 18 listopada Sin Cara i Rey Mysterio odnieśli zwycięstwo na Survivor Series w 10-man elimination tag team matchu. 16 grudnia na TLC zostali pokonani przez Cody’ego Rhodesa i Damiena Sandowa już w I rundzie. 2 dni później Mysterio doznał kontuzji po zaatakowaniu jego i Sin Carę przez The Shield. W rzeczywistości Mysterio dostał wolne, a Sin Cara przeszedł operację kolana. Mysterio powrócił do WWE 27 stycznia 2013 roku na Royal Rumble z numerem #14, ale został wyeliminowany przez Wade’a Barretta. Na następnym odcinku SmackDown! Mysterio razem z Sin Carą pokonał mistrzów Tag Team Team Hell No (Kane i Daniel Bryan) w matchu nie o tytuł. W marcu Mysterio wziął kolejny urlop, który został przedstawiony jako kontuzja kolana po ataku Marka Henry’ego.
Po ośmiomiesięcznej przerwie powrócił do WWE 17 października 2013 roku. W hiszpańskiej telewizji wystąpił jako komentator Hell in a Cell 2013. 18 listopada na Raw Mysterio obronił CM Punka i Daniela Bryana przed atakiem The Wyatt Family (Erick Rowan, Bray Wyatt i Luke Harper) i The Real Americans (Jack Swagger i Antonio Cesaro), co doprowadziło do dziesięcioosobowego elimination tag team match na Survivor Series, ale drużyna Mysterio przegrała. Na TLC: Tables, Ladders and Chairs Mysterio razem z The Big Show bez powodzenia walczył z Cody Rhodesem i Goldustem o tytuł WWE Tag Team Championship w a four-way matchu, w którym również uczestniczyli Ryback i Curtis Axel oraz The Real Americans. Na Royal Rumble 2014 Mysterio wszedł do ringu z numerem #30, ale został wyeliminowany przez Setha Rollinsa. Na Wrestlemanii XXX Mysterio wziął udział w André the Giant Memorial Battle Royal, ale został wyeliminowany przez Cesaro. Po porażce 7 kwietnia 2014 roku z Bad News Barrett zdecydował się na przerwę w karierzę, aby wyleczyć kontuzję kolana.
Mysterio chciał opuścić WWE, ale federacja przedłużyła jego kontrakt bez zgody zawodnika. Mysterio przez następne lata występował w Lucha Underground i AAA.

#### Powrót do WWE na gali Royal Rumble (2018)
28 stycznia 2018 roku, podczas gali Royal Rumble, z numerem 27 w Royal Rumble matchu mężczyzn Rey Mysterio powrócił i zadziwił fanów swoją obecnością. Był on w dobrej formie, wbiegł do ringu i swoimi zwinnymi ruchami wyeliminował Adama Cole’a. Został on wyeliminowany przez Finna Balora i łącznie w ringu spędził 9 minut i 39 sekund.

## Osiągnięcia

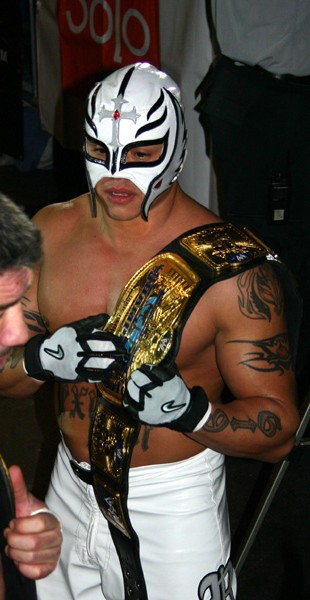
Mysterio jako Mistrz Tag Team

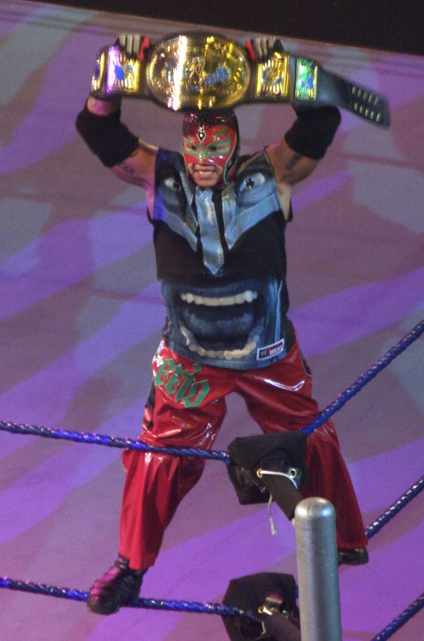
Mysterio jako Mistrz Intercontinental

### Asistencia Asesoría y Administración
- Mexican National Trios Championship
- Mexican National Welterweight Championship
- AAA Hall of Fame (Class of 2007)

### International Wrestling All-Stars
- IWAS Tag Team Championship

### Pro Wrestling Illustrated
- PWI sklasyfikowało go na 4. miejscu z 500 najlepszych pojedynczych wrestlerów roku 1999.
- PWI sklasyfikowało go na 8. miejscu z 500 najlepszych pojedynczych wrestlerów roku 2011.

### Tijuana Hall of Fame (2006)
- Mistrz The 619.

### World Championship Wrestling
- 5x – WCW Cruiserweight Championship
- 3x – WCW World Tag Team Championship
- 1x – WCW Cruiserweight Tag Team Championship

### World Wrestling Association
- 3x – WWA Lightweight Championship
- 1x – WWA Tag Team Championship
- 3x – WWA Welterweight Championship

### World Wrestling Council
- 1x – WWC World Junior Heavyweight Championship

### World Wrestling Entertainment
- 1x – WWE Championship
- 2x – World Heavyweight Championship
- 2x – WWE Intercontinental Championship
- 3x - WWE United States championship
- 3x – WWE Cruiserweight Championship
- 4x – WWE Tag Team Championship
- Zwycięzca Royal Rumble (2006)
- 21. Triple Crown Champion (5 kwietnia 2009 r. po zdobyciu pasa Interkontynentalnego)
- Bragging Rights Trophy 2010 – z teamem SmackDown! (w drużynie oprócz niego byli Big Show, Edge, Alberto Del Rio, Kofi Kingston, Tyler Reks i Jack Swagger)

#### Tytuły WWE w szczegółach
| Tytuł                             | Gala | Od kogo | Okres posiadania | Do kogo |
| --------------------------------- | --- | --- | --- | --- |
| WcW Cruiserweight Championship    | Monday Nitro 1996 | Dean Malenko | 8 VII 1996/ 27 X 1996 | Dean Malenko |
| WcW Cruiserweight Championship    | Halloween Havoc 1997 | Eddie Guerrero | 26 X 1997/ 10 XI 1997 | Eddie Guerrero |
| WcW Cruiserweight Championship    | Thunder 1998 | Juventud Guerrera | 15 I 1998/ 24 I 1998 | Chris Jericho |
| WcW Cruiserweight Championship    | Monday Nitro 1999 | Billy Kidman | 15 III 1999/ 19 IV 1999 | Psychosis |
| WcW Cruiserweight Championship    | Monday Nitro 1999 | Psychosis | 26 IV 1999/ 19 VIII 1999 | Lenny Lane |
| WWE Tag Team Championship         | SmackDown! (z Edge) | Kurt Angle/Chris Benoit | 5 XI 2002/ 17 XI 2002 | Eddie Guerrero/Chavo Guerrero |
| WWE Cruiserweight Championship    | SmackDown! | Matt Hardy | 3 VI 2003/ 23 IX 2003 | Tajiri |
| WWE Cruiserweight Championship    | SmackDown! | Tajiri | 30 XII 2003/ 15 II 2004 | Chavo Guerrero |
| WWE Cruiserweight Championship    | SmackDown! | Chavo Classic | 15 VI 2004/ 27 VII 2004 | Spike Dudley |
| WWE Tag Team Championship         | SmackDown! (z Rob Van Dam) | René Duprée/Kenzo Suzuki | 7 XII 2004/ 11 I 2005 | Doug Basham/Danny Basham |
| WWE Tag Team Championship         | No Way Out 2005 (z Eddie Guerrero) | Doug Basham/Danny Basham | 20 II 2005/ 18 IV 2005 | Joey Mercury/Johnny Nitro |
| WWE Tag Team Championship         | SmackDown! (z Batista) | Joey Mercury/Johnny Nitro | 13 XII 2005/ 27 XII 2005 | Joey Mercury/Johnny Nitro |
| Royal Rumble 2006                 | Data: 29 I 2006, Czas w ringu: 62 min 12 s, Liczba eliminacji: 6, Ostatni wyeliminowany: Randy Orton                                    | Data: 29 I 2006, Czas w ringu: 62 min 12 s, Liczba eliminacji: 6, Ostatni wyeliminowany: Randy Orton                                    | Data: 29 I 2006, Czas w ringu: 62 min 12 s, Liczba eliminacji: 6, Ostatni wyeliminowany: Randy Orton                                    | Data: 29 I 2006, Czas w ringu: 62 min 12 s, Liczba eliminacji: 6, Ostatni wyeliminowany: Randy Orton                                    |
| World Heavyweight Championship    | Wrestlemania 22 | Kurt Angle | 2 IV 2006/ 23 VII 2006 | King Booker |
| WWE Intercontinental Championship | WrestleMania XXV | John „Bradshaw” Layfield | 5 III 2009/ 5 IV 2009 | Chris Jericho |
| WWE Intercontinental Championship | The Bash 2009 | Chris Jericho | 28 VI 2009/ 1 IX 2009 | John Morrison |
| World Heavyweight Championship    | Fatal 4 Way 2010 | Jack Swagger | 20 VI 2010/ 18 VII 2010 | Kane |
| Bragging Rights Trophy            | Data: 24 X 2010, Czas w ringu: 27 min 45 s, Team: SmackDown (Big Show, Edge, Alberto Del Rio, Kofi Kingston, Tyler Reks i Jack Swagger) | Data: 24 X 2010, Czas w ringu: 27 min 45 s, Team: SmackDown (Big Show, Edge, Alberto Del Rio, Kofi Kingston, Tyler Reks i Jack Swagger) | Data: 24 X 2010, Czas w ringu: 27 min 45 s, Team: SmackDown (Big Show, Edge, Alberto Del Rio, Kofi Kingston, Tyler Reks i Jack Swagger) | Data: 24 X 2010, Czas w ringu: 27 min 45 s, Team: SmackDown (Big Show, Edge, Alberto Del Rio, Kofi Kingston, Tyler Reks i Jack Swagger) |
| WWE Championship                  | Raw | The Miz | 25 VII 2011 | John Cena |

### Nagrody Wrestling Observer Newsletter
- Best Flying Wrestler (1995–1997, 2002–2004)
- Best Wrestling Maneuver (1995)
- Match of the Year (2002)
- Most Outstanding Wrestler (1996)
- Rookie of the Year (1992)
- Worst Feud of the Year (2008)

### Nagrody Pro Wrestling Illustrated
- Wrestler of the Year (2006- 3 miejsce)
- Feud of the Year (2005- 3 miejsce)- za feud z Eddie Guerrero
- Most Popular Wrestler of the Year (2003- 4 miejsce, 2005- 4 mj, 2006- 3 mj)
- Most Inspirational Wrestler of the Year (2003- 4 miejsce, 2005- 4 mj, 2006- 2 mj)
- Comeback of the Year (2007- 3 miejsce)

## Styl walki

### Finishery

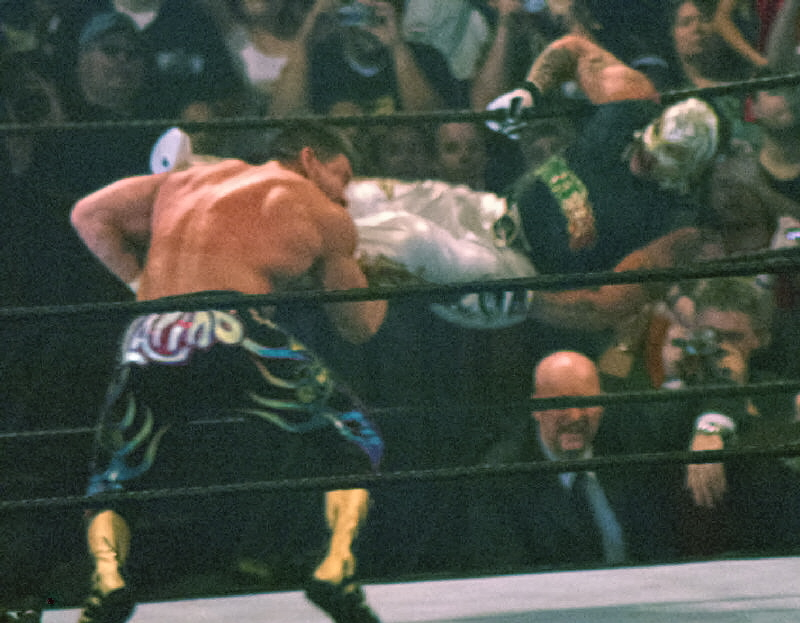
Rey Mysterio wykonuje 619 na Eddie Guerrero

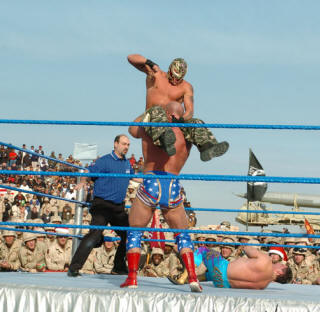
Rey Mysterio wykonuje hurricanrana na Kurt Angle

- 619 (kopnięcie przeciwnika w głowę z drugiej liny) następnie:
  - Diving splash
  - Droppin' Da Dime
  - Frog splash- od 2006, w hołdzie dla Eddie Guerrero
  - Springboard headbutt
  - Springboard seated senton
  - West Coast Pop (Springboard hurricanrana)
- Frankensteiner

### Standardowe akcje
- Armbar, often transitioned into a hammerlock
- Arm drag, often used as a counter
- Arm wrench inside cradle
- Baseball slide, sometimes transitioned into a headscissors takedown
- Bronco buster
- Bulldog, often used as a counter
- DDT, often used as a counter
- Diving hurricanrana, sometimes off the ring apron
- Dragonrana
- Dragon sleeper
- Dropkick, sometimes while springboarding or from the top rope
- Drop toe hold
- Headscissors DDT or headscissors reverse DDT
- Headscissors takedown
- High speed roundhouse kick to the head of a seated opponent, as a roll out counter to a sunset flip
- Inverted STF
- Leg-feed enzuigiri
- Multiple crossbody variations
  - Diving
  - Reverse
  - Running
  - Slingshot (Plancha), sometimes with corkscrew
  - Springboard, sometimes from the second rope
- Multiple moonsault variations
  - Diving, sometimes to a standing opponent
  - Split-legged
  - Springboard
  - Standing
  - Mysterio Express (Leg trap sunset flip powerbomb)
- Mysterio-Rana (Jumps onto an opponent's shoulders and then twists around into a hurricanrana)
- Octopus strech
- Slingshot or springboard somersault seated senton onto a standing opponent outside of the ring, sometimes transitioned into a hurricanrana
- Snapmere followed by dropkick to sitout opponent
- Spinning heel kick, sometimes while springboarding
- Springboard sitout facebuster
- Standing shiranui
- Suicide dive
- Sunset flip powerbomb, sometimes from the top rope
- Thesz press
- Tilt-a-whirl or tope-rope headscissors takedown
- Tornado DDT
- Wheelbarrow bodyscissors transitioned into either an arm drag, a bulldog, or a DDT

## Życie prywatne
Rey jest żonaty z Angie od 1996 roku, ma dwoje dzieci: syna Dominicka (ur. 1997) i córkę Aalyah (ur. 2001).